# Сьєрра-дель-Монтсек
42°02′39″ пн. ш. 0°45′59″ сх. д. / 42.04416667° пн. ш. 0.76638889° сх. д.
Сьєрра-дель-Монтсек (ісп. Sierra del Montsec) або Серра-дель-Монсек (кат. Serra del Montsec) — гірська система у передгір'ї Піренеїв на північному сході Іспанії. Назва Монтсек походить від латинського Montus sectus (Усічені гори), що посилається на характерні скельні утворення

## Опис
Сьєрра-дель-Монтсек складається з ряду вапнякових гірських хребтів, що простягаються приблизно зі сходу на захід. Система сягає близько 40 км завдовжки і займає площу 186,96  км2. Монтсек розташована у каталонській провінції Льєйда та арагонської провінції Уеска в Іспанії.

## Географія
Гори позначають південну межу регіону Пальярс і розділені на три основні масиви трьома найважливішими річками Каталонії:
- Монтсек-де-Рубієс, східний масив, розділений річкою Сегре на сході та Ногера-Пальяреса посередині,
- Монтсек д'Арес, центральний масив.
- Монсек-д'Естал, в Арагоні, розташований на заході, відділений річкою Ногера-Рібагорчана від центрального масиву.

Найвища вершина Тоссал-де-лас-Торретес знаходиться в центральному масиві, сягає 167 метрів над рівнем моря. Є дві глибокі ущелини — Террадец і Монтребей, були утворені дією річок і тектонічних рухів.
Південна сторона — це фактично велика стіна зі «сходинкою» приблизно на дві третини шляху вгору, а північна сторона, хоча й не така крута, але височіє на висоті 1000 метрів над улоговиною Тремп.